# ديفيد درو (راقص باليه)
ديفيد درو (بالإنجليزية: David Drew)‏ هو راقص باليه بريطاني، ولد في 12 مارس 1938، وتوفي في 16 أكتوبر 2015.